# Phorbia longipalpis
Phorbia longipalpis är en tvåvingeart som först beskrevs av Pandelle 1900.  Phorbia longipalpis ingår i släktet Phorbia och familjen blomsterflugor. Inga underarter finns listade i Catalogue of Life.